# Axel Reedtz-Thott (politiker)
 Der er flere personer med dette navn, se Axel Reedtz-Thott (officer).
Axel Gustav Tage lensbaron Reedtz-Thott (20. juni 1920 i Viby J – 29. december 1973) var en dansk politiker.
Han var søn af Tage Reedtz-Thott, blev student fra Herlufsholm 1939 og tog filosofikum 1940, blev uddannet ved landvæsen og skovbrug, kornet 1943 og løjtnant i Livgarden 1945. Han tog afgangseksamen fra Handelshøjskolen i København (HA) 1946 og blev ansat i Udenrigsministeriet samme år, blev attaché ved gesandtskabet i Ottawa 1946 og handelssekretær ved generalkonsulatet i New York 1947 samt attaché ved ambassaden i Washington D.C. 1948.
Han arvede Gavnø gods allerede 1927, men overtog først godset 1945 og forestod den daglige ledelse af dette fra 1949, tillige direktør for A/S Hessiccator fra 1956. Han var hofjægermester.
Fra 1953 til 1964 var han medlem af Folketinget for Det konservative Folkeparti, valgt i Næstvedkredsen.
Han blev gift 4. maj 1951 med Susanne Tholstrup (født 25. januar 1929), datter af direktør Henrik Tholstrup, og var far til Otto Reedtz-Thott.